# サリー・ポッターのパーティー
『サリー・ポッターのパーティー』（The Party）は2017年のイギリスのコメディドラマ映画。監督はサリー・ポッター、出演はパトリシア・クラークソン、ブルーノ・ガンツ、チェリー・ジョーンズ、エミリー・モーティマー、キリアン・マーフィー、クリスティン・スコット・トーマス、ティモシー・スポール。ある一軒家に集まった大人の男女7人が、自分の秘密や本音を告白するうちに、政治・歴史・哲学から不倫まで幅広い話題に触れながら、次第に言い争いに発展していく密室劇。全編を通して白黒で撮影されている。
日本国内で劇場公開されなかったが、2022年2月19日にWOWOWで放送された。

## ストーリー
イギリス。野党所属の国会議員、ジャネットは「影の内閣」で保健大臣に任命された。それを祝すささやかなパーティーがジャネットの友人、エイプリルの自宅で開催されることになった。招待客の1人（トム）がこっそりコカインを吸うなど、最初から妙な雰囲気が漂うパーティーだったが、ジャネットの夫、ビルが医者から余命宣告を受けたことを突如告白した。それをきっかけに、一同は今までため込んでいた感情を見境なく吐き出し始める。

## キャスト
- ジャネット: クリスティン・スコット・トーマス - 英国の野党の「影の内閣」で保健大臣に選ばれた女性。
- ビル: ティモシー・スポール - ジャネットの夫。余命わずか。
- エイプリル: パトリシア・クラークソン - ジャネットの皮肉屋の親友。
- ゴットフリート: ブルーノ・ガンツ - エイプリルのドイツ人の恋人。
- マーサ: チェリー・ジョーンズ - 女性学の教授。レズビアン。
- ジニー: エミリー・モーティマー - マーサの妻。三つ子を妊娠中。
- トム: キリアン・マーフィー - 麻薬依存の金融マン。

## 製作・公開
2016年6月15日、本作の主要キャストが発表された。2017年2月13日、本作は第67回ベルリン国際映画祭でプレミア上映され、ギルド映画賞を受賞した。5月2日、ピクチャーハウス・エンターテインメントが本作の全英配給権を購入したとの報道があった。12日、ロードサイド・アトラクションズが本作の全米配給権を獲得したと報じられた。8月31日、本作のオフィシャル・トレイラーが公開された。

## 評価
本作は批評家から好意的に評価されている。映画批評集積サイトのRotten Tomatoesには164件のレビューがあり、批評家支持率は82%、平均点は10点満点で7点となっている。サイト側による批評家の見解の要約は「『サリー・ポッターのパーティー』において、昔ながらの魅力は切れ味あるウィットと現代社会に対する風刺に出会うことができた。パトリシア・クラークソンの輝かしい名演のお陰で、同作は観客の心に残るコメディに仕上がっている。」となっている。また、Metacriticには31件のレビューがあり、加重平均値は73/100となっている。